# بنك ما وراء البحار الهندي
إن بنك ما وراء البحار الهندي (إختصار بالانجليزية: IOB ) هو بنك قطاع عام هندي مقره في تشيناي ، الهند. لديه حوالي 3220 فرعًا محليًا ، و 2 وحدة مصرفية رقمية (DBU) و حوالي 4 فروع بنوك خارجية ومكتب تمثيلي خارجي . تأسست في فبراير 1937 بواسطة م. م. تشيدامبارام شيتيار  مع هدفين مزدوجين للبنك للتخصص في أعمال الصرف الأجنبي والخدمات المصرفية الخارجية ، فقد أنشأ العديد من المعالم البارزة في القطاع المصرفي الهندي. أثناء التأميم ، كان بنك ما وراء البحار الهندي أحد البنوك الأربعة عشر الرئيسية التي استحوذت عليها حكومة الهند. في 5 ديسمبر 2021 ، حصل بنك ما وراء البحار الهندي على جائزة ديجيدان 2020-2021 من قبل وزارة الإلكترونيات وتكنولوجيا المعلومات في الهند لتحقيق ثاني أعلى نسبة من معاملات الدفع الرقمي بين بنوك القطاع العام. اعتبارًا من 31 مارس 2022 ، بلغ إجمالي أعمال البنك 417960 كرور روبية هندية (69 مليار دولار أمريكي)  .